# Тартас (річка)
Тартас — річка в Росії, права притока Омі (басейн Іртиша), тече в Новосибірській області. 
Тартас починається у Васюганських болотах у південній частині Західно-Сибірської рівнини на крайньому сході Сєверного району Новосибірської області. Тече спочатку на захід, в середній течії повертає на південний захід. Зливається з Ом’ю біля села Старий Тартас на території Венгеровського району.
Довжина річки 566 км, площа басейну 16 200 км². Середньорічний стік, виміряний за 26 км від гирла, становить 20,2 м³/с. Живлення мішане з переважанням снігового. Тартас замерзає у другій половині жовтня — першій половині листопада, скресає у другій половині квітня — першій половині травня. Повінь з квітня до червня.
Найзначніші притоки: Калгач, Термяк, Урез, Ізес.
Тартас тече по території Сєверного та Венгеровського районів Новосибірської області. Долина річки густо населена, по обом її берегам існує велика кількість сіл. Найбільше з них, Венгерово, розташоване в низов’ях і має населення 7400 осіб. Інші населені пункти на річці: Сєверне, Верх-Красноярка, Шипіцино, Ночка, Заріччя та інші. Село Старий Тартас розташоване на лівому березі Омі навпроти гирла Тартаса.
Річка судноплавна на 370 км від гирла (до села Сєверне), але за теперішнього часу транспортного руху по ній не відбувається. Може використовуватись для лісосплаву.